# Maryam Yoqubova
Maryam Yoqubova (kyrillisch Марям Ёқубова, russisch Марьям Ёкубова Marjam Jokubowa; * 12. Mai 1931, Urganch, Usbekische SSR) ist eine ehemalige usbekische Lehrerin. Sie wurde als Volkslehrerin der UdSSR ausgezeichnet.

## Leben
In den Jahren 1938 bis 1948 besuchte sie die Mittelschule Nr. 1 in Urganch. Von 1948 bis 1952 schloss sie ihr Studium mit Auszeichnung an der Choresmischen Staatlichen Pädagogischen Hochschule (heute Staatliche Universität Urganch) mit dem Schwerpunkt „Mathematik- und Physiklehrerin“ ab und arbeitete im Anschluss als Lehrerin an der Mittelschule Nr. 1 in Urganch. Bis 1958 unterrichtete sie Mathematik und Physik an dieser Schule. Im Jahr 1958 wurde sie zur Leiterin der Abteilung für Volksbildung in Urganch ernannt und bekleidete diese Position bis 1962. Von 1962 bis 1992 war sie Direktorin der Erholungsschule-Internat Nr. 94 in Urganch. Die von Maryam Yoqubova geleitete Internatsschule wurde zu einer vorbildlichen Bildungseinrichtung der Republik.
Im Verlauf ihrer Karriere erhielt Maryam Yoqubova zahlreiche Auszeichnungen für ihre Verdienste im Bereich der Volksbildung.

## Auszeichnungen
- Auszeichnung „Hervorragende Leistung im Volksbildungswesen Usbekistans“[2]
- 1960: Ehrenzeichen der Sowjetunion[2]
- 1966: Leninorden[2]
- 1970: Jubiläumsmedaille „Zum Gedenken an den 100. Geburtstag von Wladimir Iljitsch Lenin“[2]
- 1978: Verdiente Lehrerin Usbekistans[2]
- 1986: Volkslehrerin der UdSSR[2]
- 1991: Gedenkabzeichen „Unabhängigkeit Usbekistans“[2]
- 2016: Gedenkabzeichen „25 Jahre Unabhängigkeit Usbekistans“[2]